# Raemerhei lama
Raemerhei lama ist eine osttimoresische Siedlung im Suco Faturasa (Verwaltungsamt Remexio, Gemeinde Aileu).

## Geographie
Das Dorf Raemerhei lama liegt im Nordwesten der Aldeia Raemerhei, auf einem Bergrücken in einer Meereshöhe von 905 m. Eine Piste endet im Dorf, die es im Westen mit Raemerhei verbindet. Im nördlich gelegenen Tal verläuft der Lohun, im südlichen entspringt ein Nebenfluss des Sulinsorei. Beide Flüsse sind Teil des Systems des Nördlichen Laclós.